# Evangelische Kirche (Rod am Berg)

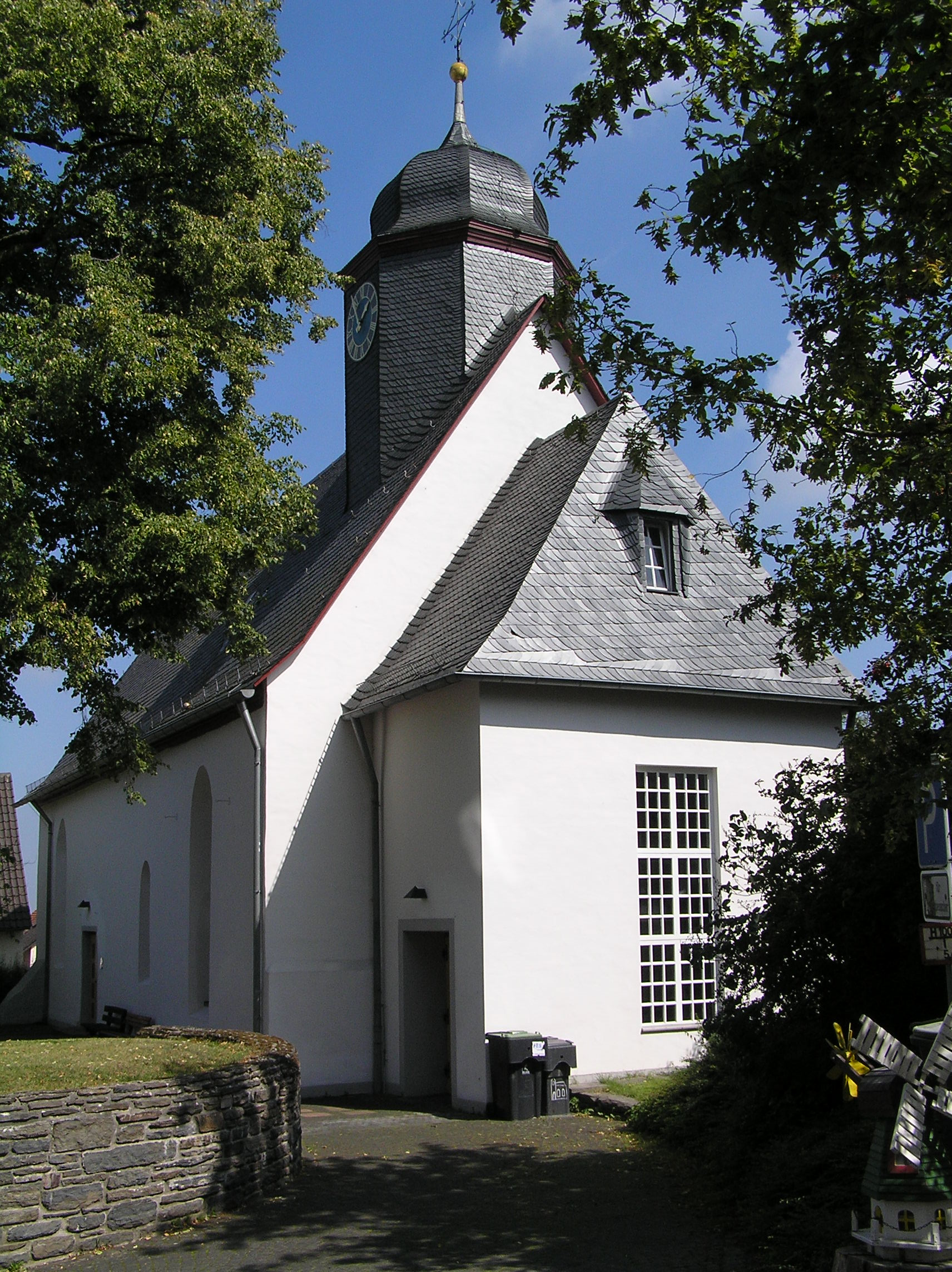
Evangelische Kirche (Rod am Berg)

Die Evangelische Kirche Rod am Berg ist ein denkmalgeschütztes Kirchengebäude, das in Rod am Berg steht, einem Stadtteil von Neu-Anspach im Hochtaunuskreis in Hessen. Die Kirchengemeinde gehört zum Dekanat Hochtaunus in der Propstei Rhein-Main der Evangelischen Kirche in Hessen und Nassau.

## Beschreibung
Die Saalkirche wurde in der zweiten Hälfte des 16. Jahrhunderts gebaut. Der eingezogene südwestliche Teil ist älter. Aus dem Satteldach des Kirchenschiffs erhebt sich ein achteckiger, mit einer Zwiebelhaube bedeckter Dachreiter, der neben der Turmuhr den Glockenstuhl beherbergt. Die ursprünglichen Kirchenglocken sind nicht mehr vorhanden. Die heutigen drei Glocken stammen aus dem Jahr 1950. 
Die von Johann Conrad Bürgy 1764 gebaute Orgel mit zehn Registern, einem Manual und einem Pedal wurde 1912 durch einen Neubau ersetzt.